# 1956 في الولايات المتحدة
فيما يلي قوائم الأحداث التي وقعت خلال عام 1956 في الولايات المتحدة.

## أحداث
- 30 يونيو – تصادم غراند كانيون الجوي

## سياسة

### تعيين في المنصب
- 1 يناير – باتسي مينك عضو مجلس النواب في هاواي.
- 1 يناير – جون وارنر وكيل وزارة العدل الأميركية.
- 8 يونيو – فريد أندرو سيتون وزير داخلية الولايات المتحدة.
- 7 نوفمبر – جون شيرمان كوبر عضو مجلس الشيوخ الأمريكي.
- 7 نوفمبر – ستروم ثورموند عضو مجلس الشيوخ الأمريكي.

### انتهاء فترة المنصب
- 4 أبريل – ستروم ثورموند عضو مجلس الشيوخ الأمريكي.
- 30 أبريل – ألبين باركلي عضو مجلس الشيوخ الأمريكي.

## رياضة
- 1 يناير – إنديانابوليس 500 سنة 1956

## أفلام
من الأفلام التي صدرت هذه السنة في الولايات المتحدة:
- 1 يناير – أنستازيا من إخراج أناتول ليتفاك.
- 1 يناير – الحرب والسلام من إخراج كينج فيدور.
- 1 يناير – الرجل الذي عرف أكثر من اللازم من إخراج ألفريد هتشكوك.
- 1 يناير – الرجل العظيم من إخراج خوسيه فيرير.
- 1 يناير – الشجاع من إخراج Irving Rapper [الإنجليزية]‏.
- 1 يناير – القتل من إخراج ستانلي كوبريك.
- 1 يناير – الملك وأنا من إخراج والتر لانغ.
- 1 يناير – إقناع ودي من إخراج ويليام وايلر.
- 1 يناير – دمية طفل من إخراج إيليا كازان.
- 1 يناير – ديان من إخراج دايفيد ميلر (مخرج أفلام).
- 1 يناير – رغبة في الحياة من إخراج فنسنت مينيلي، جورج كوكور.
- 1 يناير – صانع المطر من إخراج جوزيف أنتوني.
- 1 يناير – مكتوب على الريح من إخراج دوغلاس سيرك.
- 1 يناير – منزل شاي أوغست مون من إخراج دانيال مان.
- 1 يناير – هناك شخص ما يعجب بي من إخراج روبرت وايز.
- 1 يناير – هيلين الطروادية من إخراج راؤل والش، سرجيو ليون، روبرت وايز.
- 13 مارس – الباحثون من إخراج جون فورد.
- 5 أكتوبر – الوصايا العشر من إخراج سيسيل ديميل.
- 10 أكتوبر – ضخم من إخراج جورج ستيفنز.
- 17 أكتوبر – حول العالم في 80 يوما من إخراج مايكل أندرسون (مخرج أفلام)، جون فارو.

## برامج ومسلسلات وأنمي
- أز ذا وورلد تيرنز
- الأب أعلم
- غايدنغ لايت
- غان سموك

## موسيقى

### أغاني
من الأغاني التي صدرت هذه السنة في الولايات المتحدة:
- 13 يوليو – دونت بي كرول من غناء إلفيس بريسلي.

## مواليد

### يناير
- 1 يناير – جوزيف كلانسي
- 1 يناير – جون إي بوتر
- 1 يناير – جون داهل
- 1 يناير – جين هول لوت
- 1 يناير – روبرت هاروارد ضابط من الولايات المتحدة الأمريكية.
- 1 يناير – سوزان سليمان كيميائية من الولايات المتحدة الأمريكية.
- 1 يناير – مايك ميتشيل لاعب كرة سلة من الولايات المتحدة الأمريكية.
- 1 يناير – يسرائيل ديفيد وايس حاخام إيراني.
- 3 يناير – ميل غيبسون
- 4 يناير – آن ماغنوسون
- 7 يناير – ديفيد كاروسو
- 12 يناير – ماري كولفين صحفية من الولايات المتحدة الأمريكية.
- 14 يناير – إد ميرفي لاعب كرة سلة أمريكي.
- 16 يناير – جيرالد هندرسون لاعب كرة سلة أمريكي.
- 18 يناير – جيرالد ر. موراي
- 19 يناير – كرمان موسيقي .ايطالي- أمريكي.
- 20 يناير – بيل مار
- 20 يناير – جون نابر سباح أمريكي.
- 21 يناير – جينا ديفيس
- 27 يناير – سوزان بلايكسلي ممثلة أمريكية.
- 27 يناير – شون تشارلز أوكيف سياسي من الولايات المتحدة الأمريكية.
- 27 يناير – ميمي روجرز
- 30 يناير – آن دود ممثلة أمريكية.
- 30 يناير – ريك روبي لاعب كرة سلة أمريكي.

### فبراير
- 3 فبراير – ناثان لين ممثل أمريكي.
- 8 فبراير – ماركيز جونسون لاعب كرة سلة أمريكي.
- 9 فبراير – فيل فورد
- 11 فبراير – كاثرين هيكلاند ممثلة أمريكية.
- 12 فبراير – أرسينيو هول
- 13 فبراير – جاي نيكسون سياسي أمريكي.
- 13 فبراير – ريتشارد تايسون ممثل أمريكي.
- 14 فبراير – هوارد ديفيس جونيور ملاكم من الولايات المتحدة الأمريكية.
- 18 فبراير – ألفونسو راتليف ملاكم من الولايات المتحدة الأمريكية.
- 19 فبراير – رودريك ماكينون
- 19 فبراير – والتر جوردان لاعب كرة سلة أمريكي.
- 21 فبراير – تشارلز بستاني سياسي أمريكي.
- 24 فبراير – جوديث بتلر
- 29 فبراير – أيلين ورنوس

### مارس
- 1 مارس – تيم دالي
- 1 مارس – مارك إ. فوكس ضابط من الولايات المتحدة الأمريكية.
- 6 مارس – تشارلي روس سياسي أمريكي.
- 7 مارس – براين كرانستون ممثل، وممثل صوتي، وكاتب، ومخرج أمريكي.
- 11 مارس – كورتيس براون رائد فضاء أمريكي.
- 13 مارس – دانا ديلاني
- 16 مارس – كليفتون باول
- 18 مارس – ديبورا جين بالفري قوادة من الولايات المتحدة الأمريكية.
- 20 مارس – بروس مانسون لاعب كرة مضرب أمريكي.
- 20 مارس – ساندرا نيلسون سبّاحة من الولايات المتحدة الأمريكية.
- 20 مارس – فيل ووكر لاعب كرة سلة أمريكي.
- 23 مارس – جيف جودكينس
- 24 مارس – ستيف بالمر
- 24 مارس – مايك فيليبس لاعب كرة سلة من الولايات المتحدة الأمريكية.
- 26 مارس – ديف باتون لاعب كرة سلة أمريكي.

### أبريل
- 1 أبريل – لويس كالديرا سياسي أمريكي.
- 3 أبريل – راي كومبس
- 4 أبريل – وليام بيرنز دبلوماسي أمريكي.
- 5 أبريل – دايموند دلاس بايج
- 6 أبريل – ميشيل باكمان سياسية أمريكية.
- 11 أبريل – جين ماير لاعب كرة مضرب من الولايات المتحدة.
- 14 أبريل – كريس إليس ممثل أمريكي.
- 15 أبريل – مايكل كوبر
- 16 أبريل – ديفيد ماكدويل براون رائد فضاء أمريكي.
- 16 أبريل – راندي إيرز
- 18 أبريل – إريك روبرتس ممثل أمريكي.
- 18 أبريل – جون جيمس ممثل من الولايات المتحدة الأمريكية.
- 20 أبريل – إيريك شميت
- 25 أبريل – ديف كورزاين لاعب كرة سلة أمريكي.
- 27 أبريل – بيتسي ماركي سياسية أمريكية.
- 28 أبريل – بول لوكهارت رائد فضاء أمريكي.
- 30 أبريل – روبن كيلي سياسية أمريكية.
- 30 أبريل – مارتي بيرنز لاعب كرة سلة أمريكي.

### مايو
- 7 مايو – ستيوارت سكوت بولوك ممثل أمريكي.
- 9 مايو – كيفن ماير سياسي أمريكي.
- 12 مايو – توني غراهام لاعب كرة قدم من الولايات المتحدة الأمريكية.
- 13 مايو – كيرك ثورنتون
- 15 مايو – غريغ بانش لاعب كرة سلة أمريكي.
- 15 مايو – فريمان ويليامز لاعب كرة سلة أمريكي.
- 16 مايو – كارل كيلباتريك لاعب كرة سلة أمريكي.
- 17 مايو – بوب ساجيت
- 17 مايو – شوغر راي ليونارد ملاكم من الولايات المتحدة الأمريكية.
- 18 مايو – لورانس بوستون لاعب كرة سلة أمريكي.
- 19 مايو – ستيفن فورد ممثل أمريكي.
- 22 مايو – آل كورلي ممثل أمريكي.
- 24 مايو – زيد شاكر محاضر تحفيزي من الولايات المتحدة الأمريكية.
- 25 مايو – لاري هوجان سياسي أمريكي.
- 28 مايو – دون بيرجس مصور سينمائي أمريكي.
- 29 مايو – واين رادفورد لاعب كرة سلة أمريكي.
- 31 مايو – بيلي رأي بيتس لاعب كرة سلة أمريكي.

### يونيو
- 2 يونيو – مارك بولانسكي رائد فضاء أمريكي.
- 4 يونيو – كيث ديفيد ممثل أمريكي.
- 5 يونيو – كيني جي
- 5 يونيو – نيك سافيانو لاعب كرة مضرب أمريكي.
- 9 يونيو – ديفي آرمسترونغ ملاكم من الولايات المتحدة الأمريكية.
- 12 يونيو – جون دوغلاس لاعب كرة سلة من الولايات المتحدة الأمريكية.
- 14 يونيو – كيث هيرون لاعب كرة سلة من الولايات المتحدة الأمريكية.
- 17 يونيو – إدغار جونز لاعب كرة سلة أمريكي.
- 18 يونيو – براين بينبن
- 18 يونيو – مارشا غارسيس ويليامز منتج أفلام أمريكي.
- 22 يونيو – كارلوس تيري لاعب كرة سلة من الولايات المتحدة الأمريكية.
- 25 يونيو – كلو ويب ممثلة أمريكية.
- 27 يونيو – تيد هاجارد
- 27 يونيو – لاري كريستيانسن
- 30 يونيو – دان دبليو رايشر محامي أمريكي.
- 30 يونيو – ديفيد ألان غرير

### يوليو
- 1 يوليو – ألان راك ممثل أمريكي.
- 1 يوليو – غريغ سيمينزا أستاذ جامعي أمريكي.
- 2 يوليو – جيري هول ممثلة أمريكية.
- 5 يوليو – جيمس لوفتون
- 7 يوليو – جانيت كروز سياسية من الولايات المتحدة الأمريكية.
- 8 يوليو – هوارد غوتمان دبلوماسي أمريكي.
- 9 يوليو – بوب ميلر لاعب كرة سلة أمريكي.
- 9 يوليو – توم هانكس ممثل أمريكي.
- 11 يوليو – بات كامينغز لاعب كرة سلة أمريكي.
- 11 يوليو – سيلا وورد
- 11 يوليو – كالفين غاريت لاعب كرة سلة أمريكي.
- 12 يوليو – ميل هاريس
- 13 يوليو – مايكل سبينكس ملاكم من الولايات المتحدة الأمريكية.
- 14 يوليو – برنارد تون لاعب كرة سلة أمريكي.
- 14 يوليو – ستان بيتكيفيتش لاعب كرة سلة أمريكي.
- 15 يوليو – جو ساترياني
- 16 يوليو – جيري دويل ممثل أمريكي.
- 18 يوليو – كلاي جونسون لاعب كرة سلة أمريكي.
- 19 يوليو – بيتر بارتون ممثل أمريكي.
- 21 يوليو – ستيف مالوفيتش لاعب كرة سلة أمريكي.
- 24 يوليو – بات فين
- 24 يوليو – شارلي كريست سياسي أمريكي.
- 25 يوليو – فرانسيس أرنولد
- 26 يوليو – دوروثي هاميل متزلجة فنية من الولايات المتحدة الأمريكية.
- 29 يوليو – تيري دارود لاعب كرة سلة أمريكي.
- 30 يوليو – أنيتا هيل
- 31 يوليو – ديفال باتريك محامي من الولايات المتحدة الأمريكية.
- 31 يوليو – مايكل بين ممثل أمريكي.

### أغسطس
- 4 أغسطس – جيري كوني ملاكم من الولايات المتحدة الأمريكية.
- 4 أغسطس – ميغ ويتمان سيدة أعمال أمريكية.
- 7 أغسطس – كلينت ريتشاردسون لاعب كرة سلة أمريكي.
- 15 أغسطس – رينالدو سنايبس ملاكم من الولايات المتحدة الأمريكية.
- 16 أغسطس – تيم ماهوني سياسي أمريكي.
- 16 أغسطس – ديل راؤول ممثلة أمريكية.
- 17 أغسطس – جون روميتا، الابن فنان قصص مصورة من الولايات المتحدة الأمريكية.
- 19 أغسطس – آدم أركين
- 20 أغسطس – جوان ألين
- 20 أغسطس – راي إبس لاعب كرة سلة أمريكي.
- 23 أغسطس – ديفيد وولف رائد فضاء أمريكي.
- 24 أغسطس – كيفن دان ممثل أمريكي.
- 26 أغسطس – بريتو كولين ممثل أمريكي.
- 28 أغسطس – جوزيف شميتز
- 28 أغسطس – جون لونغ لاعب كرة سلة أمريكي.
- 28 أغسطس – لويس غوزمان ممثل بورتوريكي.
- 31 أغسطس – رون كارتر لاعب كرة سلة أمريكي.

### سبتمبر
- 1 سبتمبر – فيني جونسون لاعب كرة سلة أمريكي.
- 2 سبتمبر – مايك ديفيس
- 4 سبتمبر – ريتشارد باول ممثل أمريكي.
- 5 سبتمبر – ستيف دينتون لاعب كرة مضرب أمريكي.
- 6 سبتمبر – بيل ريتر سياسي أمريكي.
- 8 سبتمبر – موريس شيكس
- 11 سبتمبر – إدريان لينوكس ممثلة أمريكية.
- 11 سبتمبر – فيكتور آرون ممثل أمريكي.
- 12 سبتمبر – سام براون باك سياسي أمريكي.
- 15 سبتمبر – مارك إيافاروني
- 16 سبتمبر – بيتر جيمس ممثل أمريكي.
- 16 سبتمبر – توني ليتل مدرب شخصي من الولايات المتحدة الأمريكية.
- 16 سبتمبر – دايفيد كوبرفيلد
- 16 سبتمبر – كيفن آر كريغيل رائد فضاء أمريكي.
- 18 سبتمبر – ديبي فيلدز كاتب أمريكي.
- 19 سبتمبر – جون سادري لاعب كرة مضرب من الولايات المتحدة.
- 20 سبتمبر – ديبي مورغان
- 20 سبتمبر – غاري كول ممثل أمريكي.
- 21 سبتمبر – جاك غيفنز لاعب كرة سلة أمريكي.
- 25 سبتمبر – داني هيليس
- 26 سبتمبر – ليندا هاميلتون ممثلة أمريكية.
- 29 سبتمبر – جيمس دي هالسل رائد فضاء أمريكي.
- 29 سبتمبر – ستيوارت شارنو ممثل أمريكي.
- 30 سبتمبر – جيروم وايتهيد لاعب كرة سلة من الولايات المتحدة الأمريكية.
- 30 سبتمبر – فوندي كورتيس هول

### أكتوبر
- 2 أكتوبر – أرفيد كرامر لاعب كرة سلة أمريكي.
- 2 أكتوبر – تشارلي أدلر
- 5 أكتوبر – جون ماكولا
- 8 أكتوبر – جانيس إي فوس
- 8 أكتوبر – ستيفاني زيمبالست
- 14 أكتوبر – بول جاكوايز
- 16 أكتوبر – ميليسا بيلوتي
- 17 أكتوبر – ماي جيميسون
- 19 أكتوبر – ماريون ويلسون ملاكم من الولايات المتحدة الأمريكية.
- 21 أكتوبر – جيف كوك لاعب كرة سلة أمريكي.
- 21 أكتوبر – كاري فيشر
- 23 أكتوبر – بيتسي ناجيلسين لاعبة كرة مضرب من الولايات المتحدة.
- 26 أكتوبر – ريتا ويلسون
- 26 أكتوبر – ريجينا بنجامين جراحة من الولايات المتحدة الأمريكية.
- 26 أكتوبر – مايك جودوين
- 27 أكتوبر – أرتورو فرياس ملاكم مكسيكي.
- 29 أكتوبر – ويلفريدو غوميز
- 30 أكتوبر – تيري تايلر لاعب كرة سلة أمريكي.
- 30 أكتوبر – تيموثي رومر سياسي أمريكي.
- 31 أكتوبر – بروس باور كاتب أمريكي.

### نوفمبر
- 3 نوفمبر – غاري روس مخرج أفلام أمريكي.
- 5 نوفمبر – أوتيس هوارد لاعب كرة سلة أمريكي.
- 13 نوفمبر – بيل سكانلون لاعب كرة مضرب أمريكي.
- 13 نوفمبر – تشارلي بيكر سياسي أمريكي.
- 13 نوفمبر – ريكس لين ممثل أمريكي.
- 14 نوفمبر – كين باورسوكس رائد فضاء أمريكي.
- 16 نوفمبر – تشارلز إل بينيت عالم فلك أمريكي.
- 16 نوفمبر – وين كوبر لاعب كرة سلة أمريكي.
- 18 نوفمبر – سينباد
- 19 نوفمبر – آن كوري صحفية أمريكية.
- 19 نوفمبر – ايلين كولينز
- 20 نوفمبر – بو ديريك
- 21 نوفمبر – شيري جونز ممثلة أمريكية.
- 22 نوفمبر – ريتشارد كيند
- 27 نوفمبر – ويليام فيكنر ممثل من الولايات المتحدة.
- 29 نوفمبر – جيري سيتشتينج
- 29 نوفمبر – ديل بيشور
- 30 نوفمبر – مايكل هوفمان مخرج أفلام أمريكي.

### ديسمبر
- 1 ديسمبر – جيمس هاردي لاعب كرة سلة من الولايات المتحدة الأمريكية.
- 4 ديسمبر – برنارد كينغ لاعب كرة سلة أمريكي.
- 5 ديسمبر – براين باكر ممثل أمريكي.
- 5 ديسمبر – بوتش لي لاعب كرة سلة بورتوريكي.
- 5 ديسمبر – فيردي تيجان لاعب كرة مضرب أمريكي.
- 6 ديسمبر – آرثر غولدن روائي أمريكي.
- 6 ديسمبر – براد هولاند
- 7 ديسمبر – لاري بيرد
- 7 ديسمبر – مارك رولستون ممثل أمريكي.
- 8 ديسمبر – جورج إل جونسون لاعب كرة سلة من الولايات المتحدة الأمريكية.
- 9 ديسمبر – باروخ جولدشتاين طبيب من الولايات المتحدة الأمريكية.
- 13 ديسمبر – فيل هوبارد
- 18 ديسمبر – تي كي كارتر
- 20 ديسمبر – بلانش بيكر ممثلة أمريكية.
- 31 ديسمبر – مارتن ج. فتمان رائد فضاء أمريكي.

## وفيات

### يناير
- 6 يناير – صموئيل روي ماكاليف (مواليد 1881) سياسي أمريكي.
- 13 يناير – ليونيل فايننغر (مواليد 1871)
- 19 يناير – تشارلز دينجل (مواليد 1887) ممثل أمريكي.
- 29 يناير – هنري لويس منكن (مواليد 1880)

### فبراير
- 2 فبراير – تشارلي غريبوين (مواليد 1869) ممثل أمريكي.
- 8 فبراير – كوني ماك (مواليد 1862) لاعب كرة قاعدة من الولايات المتحدة الأمريكية.
- 22 فبراير – هاري لويس (مواليد 1886) ملاكم من الولايات المتحدة الأمريكية.
- 24 فبراير – جيريت ميلر (مواليد 1869)
- 25 فبراير – إلمر درو ميريل (مواليد 1876) عالم نبات أمريكي.

### مارس
- 16 مارس – جاك كورتيس (مواليد 1880) ممثل من الولايات المتحدة الأمريكية.
- 17 مارس – فرد ألين (مواليد 1894)

### أبريل
- 4 أبريل – لويد إنغراهام (مواليد 1874)
- 14 أبريل – جوزيف سيل كلارك (مواليد 1861) لاعب كرة مضرب من الولايات المتحدة.
- 26 أبريل – إدوارد أرنولد (مواليد 1890) ممثل أمريكي.
- 30 أبريل – ألبين باركلي (مواليد 1877) سياسي أمريكي.

### مايو
- 12 مايو – لويس كاليرن (مواليد 1895)
- 25 مايو – فينيس جاي غاريت (مواليد 1875) سياسي أمريكي.

### يونيو
- 1 يونيو – جيسي هولمان جونز (مواليد 1874) سياسي أمريكي.
- 6 يونيو – حيرام بينغهام الثالث (مواليد 1875) سياسي أمريكي.
- 9 يونيو – بي ريفيس إيسون (مواليد 1886)
- 19 يونيو – توماس جون واتسون، الأب (مواليد 1874) رجل أعمال أمريكي.

### يوليو
- 16 يوليو – ستانلي بليستون (مواليد 1894) ممثل من الولايات المتحدة الأمريكية.

### أغسطس
- 11 أغسطس – جاكسون بولوك (مواليد 1912) فنان أمريكي.
- 19 أغسطس – فرجينيا كيرتلي (مواليد 1883) ممثلة من الولايات المتحدة الأمريكية.
- 25 أغسطس – ألفريد كينسي (مواليد 1894)
- 31 أغسطس – مايك جيبونز (مواليد 1887) ملاكم من الولايات المتحدة الأمريكية.

### سبتمبر
- 10 سبتمبر – هوميروس ستيل كامينغز (مواليد 1870) سياسي أمريكي.
- 27 سبتمبر – بابي ديدريكسون (مواليد 1911)
- 28 سبتمبر – ويليام بوينغ (مواليد 1881)

### أكتوبر
- 2 أكتوبر – جورج بانكروفت (مواليد 1882)
- 6 أكتوبر – تشارلز إي ميريل (مواليد 1885)
- 20 أكتوبر – كلاي كليمنت (مواليد 1888) ممثل من الولايات المتحدة الأمريكية.

### نوفمبر
- 6 نوفمبر – بول كيلي (مواليد 1899) ممثل أمريكي.
- 10 نوفمبر – فيكتور يونغ (مواليد 1900) ملحن أمريكي.

### ديسمبر
- 10 ديسمبر – موسي كينج (مواليد 1884) ملاكم من الولايات المتحدة الأمريكية.
- 17 ديسمبر – إدي أكوف (مواليد 1903)
- 21 ديسمبر – لويس ماديسون تيرمان (مواليد 1877)
- 26 ديسمبر – فريدريك م دافنبورت (مواليد 1866) سياسي أمريكي.